# Jennifer Love Hewitt
Jennifer Love Hewitt (Waco, 21 febbraio 1979) è un'attrice, cantautrice, produttrice cinematografica e produttrice televisiva statunitense.
È conosciuta principalmente per il ruolo da protagonista di Julie James nella saga di film horror iniziata con So cosa hai fatto (1997), e per quello di Sarah Reeves Merrin in Cinque in famiglia, di Melinda Gordon in Ghost Whisperer - Presenze e di Maddie Buckley in 9-1-1.

## Biografia
Di origini inglesi, scozzesi, francesi e tedesche, Jennifer Love Hewitt è nata a Waco, Texas, da Herbert Daniel Hewitt e Patricia Mae Shipp. Il padre era un tecnico e la madre lavorava come logopedista. Jennifer è cresciuta a Killeen, sempre in Texas. Dopo il divorzio dei genitori, avvenuto quando Jennifer aveva 6 mesi, la bambina continuò a vivere con la madre.
Anche da bambina Jennifer era attratta dalla musica. A 5 anni, Hewitt iniziò a imparare il tip tap e il balletto. All'età di sette anni già sapeva cantare The Greatest Love of All di Whitney Houston e solo un anno dopo, in un piano bar, intratteneva il pubblico con la sua versione di Help Me Make It Through the Night. A nove, divenne membro del Texas Show Team (che fece una tournée in Europa e nell'Unione Sovietica). A dieci anni, seguendo il consiglio dei talent scout, si trasferì a Los Angeles, California, con la madre, che l'aiutò a sfondare nel mondo della musica e della recitazione.
Jennifer è un membro onorario della Audrey Hepburn Children's Fund.
Nel 2002 l'assistente sociale Diana Napolis fu arrestata dopo aver minacciato di morte Jennifer Love Hewitt e Steven Spielberg, a seguito di un "acceso confronto verbale" avvenuto con l'attrice ai Grammy Awards del 2002. Diana Napolis venne condannata, ma successivamente rilasciata a condizione che non avesse più avuto contatti con i perseguitati.
La Hewitt è stata fidanzata per un anno (2007-2008) con l'attore Ross McCall. Il 21 novembre 2013 ha sposato Brian Hallisay, dal quale ha avuto tre figli, Autumn James Hallisay, nata il 26 novembre del 2013, Atticus James Hallisay, nato il 24 giugno 2015 e Aidan James nato il 10 settembre 2021.

## Carriera

### Cinema e televisione
Dopo essersi trasferita a Los Angeles, Jennifer apparve in più di venti trasmissioni televisive. Il suo primo ruolo di attrice lo ricoprì nel variety show di Disney Channel, Kids Incorporated (1989–1991), dove era stata accreditata semplicemente come Love Hewitt. In questo periodo ballava e cantava tutte le canzoni per un video chiamato Dance! Workout With Barbie, distribuito da Buena Vista.
Nel 1990 gira un spot pubblicitario per il marchio di scarpe LA Gear insieme a Michael Jackson.
Nel 1993, ebbe il ruolo della figlia di Pierce Brosnan in un episodio pilota per la NBC intitolato Running Wilde, in cui Brosnan aveva la parte di un reporter per il magazine Auto World le cui storie rappresentano le sue "spericolate" avventure. Comunque, né l'episodio pilota né la serie televisiva fu mai trasmessa. Jennifer successivamente ottenne altri ruoli in alcune serie TV, come Shaky Ground per la Fox (1992–1993), The Byrds of Paradise per l'ABC (1994), e McKenna (1994–1995, tutti prodotti che ebbero scarso successo), e alla fine divenne una giovane attrice promettente dopo aver recitato la parte di Sarah Reeves nel popolare show della Fox Television Cinque in famiglia (1994-2000). Ottenne questo ruolo quando si unì al cast nella seconda stagione e continuò ad averlo nello spin-off, Cenerentola a New York (1999), che, inoltre, co-produsse. Lo show fu però cancellato dopo mezza stagione, a causa dei bassissimi ascolti ricevuti. Jennifer rifiutò successivamente il ruolo di protagonista in Streghe. Infatti le era stata offerta la parte di Paige Matthews, che infine andò a Rose McGowan.

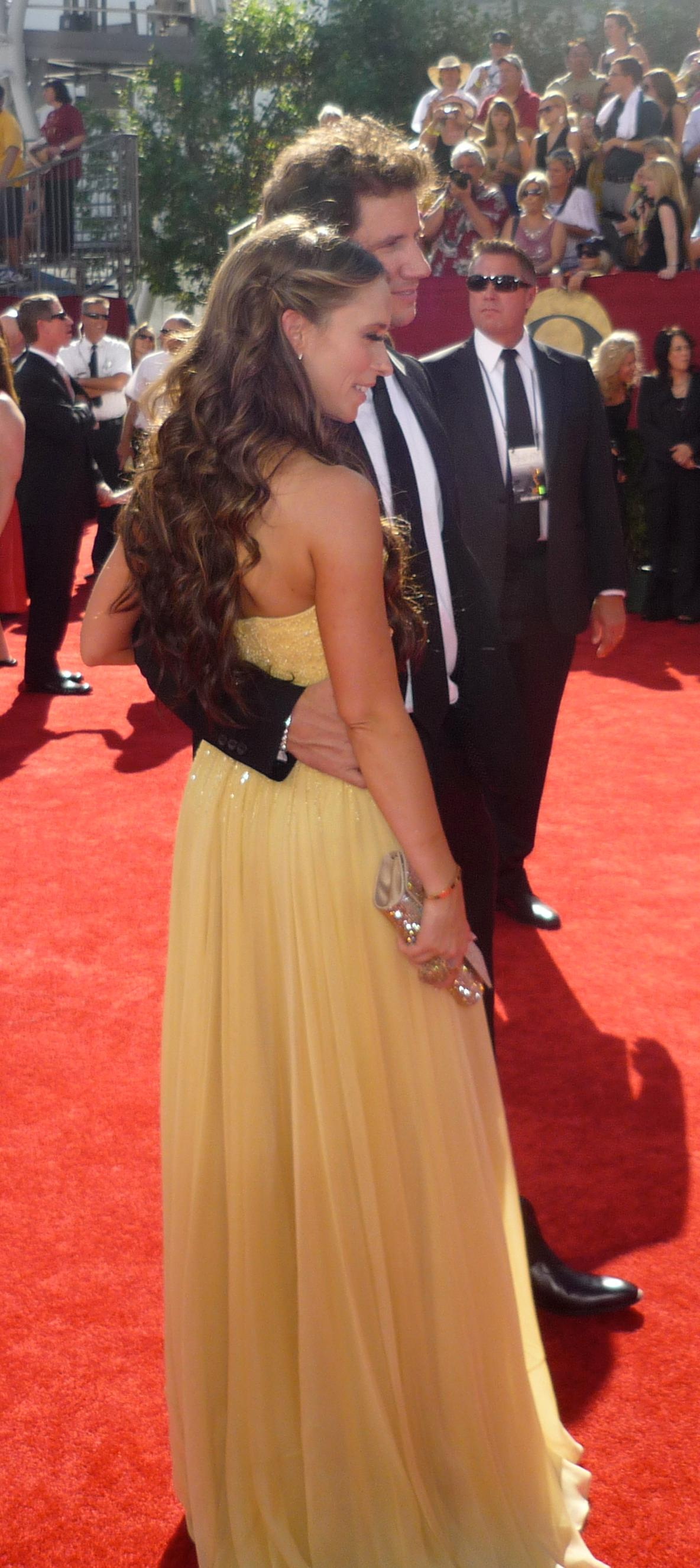
Jennifer Love Hewitt e Jamie Kennedy ai Premi Emmy 2009

Il suo film di debutto al cinema fu Il mio amico Munchie, nel 1992, e nel 1993 ottenne la parte di Margaret nel celeberrimo film Sister Act 2 - Più svitata che mai al fianco di Whoopi Goldberg. Recitò poi in Arresti familiari con Jamie Lee Curtis nel 1996 e in Safe Sex - Tutto in una notte, dove ottenne il ruolo principale nel 1997. Tuttavia Jennifer divenne una star del cinema solo dopo il suo ruolo nell'horror So cosa hai fatto (1997). Il film ebbe un gran successo al botteghino (125 milioni di dollari in tutto il mondo), e l'attrice divenne una delle più popolari giovani stars a Hollywood (insieme agli altri interpreti: Freddie Prinze Jr., Ryan Phillippe e Sarah Michelle Gellar). Recitò anche nel seguito del film, Incubo finale (1998). Altri ruoli di rilievo includono il film per liceali Giovani, pazzi e svitati (1998), The Suburbans - Ricordi ad alta fedeltà (1999) al fianco di Ben Stiller. Nel 1999 ha inoltre anche partecipato al video clip Girl on TV dei Lyte Funky Ones.
Nel 2000, Jennifer interpretò Audrey Hepburn nella discussa miniserie televisiva statunitense The Audrey Hepburn Story. Quello stesso anno si è classificata trentasettesima come attrice televisiva in base al suo Q-rating (la misura del grado di popolarità di una celebrità). Per questa ragione la Nokia la scelse come volto ufficiale per la sua freschezza e semplicità, rendendola simbolo della giovinezza.
Ebbe il ruolo di protagonista nella commedia romantica Heartbreakers - Vizio di famiglia (2001), nella quale ha recitato al fianco di Sigourney Weaver, Gene Hackman, Jason Lee e Ray Liotta. Nel 2001 ha anche partecipato al video della canzone Hero di Enrique Iglesias, oltre a partecipare al doppiaggio nei film d'animazione Le avventure di Pollicino e Pollicina e Il gobbo di Notre Dame II, nel ruolo di Madellaine. Nel 2002, Jennifer recitò al fianco di Jackie Chan nella commedia d'azione Lo smoking.
Il 2004 risultò essere per lei un anno di piena attività in quanto la vide impegnata nel film The Truth About Love, nel film romantico e drammatico If Only, di Gil Junger di grande successo, al fianco di Paul Nicholls. Vi interpreta la parte di Samantha Andrews, alla quale Ian, altro personaggio principale, dovrà dimostrare il suo amore nell'arco di un giorno, prima che la propria morte ponga fine al loro rapporto. Jennifer ebbe anche la parte della veterinaria Liz Wilson in Garfield: il film, in cui ci vengono presentate in chiave cinematografica le peripezie del già noto gattone. Esso sarà seguito nel 2006 da Garfield 2, in cui la Hewitt mantiene il suo ruolo. Sempre nel 2004 entrò a far parte del cast di A Christmas Carol, un film per la TV, in una fra le sue tante versioni e interpretò il ruolo di Nancy Sinatra in due episodi della serie televisiva American Dreams.
Nel marzo 2005 è apparsa nella galleria fotografica di Maxim. Nel maggio 2006 il giornale l'ha classificata ventinovesima, nella sua lista delle 100 donne più sexy del pianeta. Dal settembre 2005 a maggio 2010 è stata la protagonista della serie televisiva Ghost Whisperer - Presenze, che la rende famosa in tutto il mondo. In Australia, infatti, Ghost Whisperer è diventato popolare dal suo primo episodio; negli Stati Uniti è stato lo show più visto del venerdì sera e inoltre la serie è stata apprezzata in tutta Europa, oltre che in Giappone, Cina, Turchia, Indonesia e altri paesi. Jennifer ha interpretato il ruolo di Melinda Gordon, una sorta di medium che sin da bambina è in grado di comunicare con i morti, aiutarli a risolvere le loro questioni in sospeso con i loro cari vivi o comunque con le persone che rappresentano la causa per cui sono ancora trattenuti sulla terra ("Ghost Whisperer" significa infatti "Colei che sussurra ai fantasmi").
Nel 2007 la Hewitt recitò nel film Patto con il diavolo, al fianco di Alec Baldwin, ispirato al romanzo The Devil and Daniel Webster e al Faust. Nel 2008 fa un'apparizione cameo in Tropic Thunder. Nel 2009 è stata impegnata nel cast del film Cafe assieme a Jamie Kennedy, co-protagonista in Ghost Whisperer. Nel 2011 ha recitato nel film per la televisione L'ultimo San Valentino con Betty White.
Nel 2014 l'attrice entra a far parte del cast regolare della decima stagione della serie televisiva Criminal Minds in onda sul network CBS nel ruolo del nuovo agente speciale dell'FBI Kate Callahan, ma, dopo un solo anno, decide di lasciare la serie per dedicarsi a tempo pieno alla sua seconda gravidanza. Nel 2018 l'attrice entra a far parte del cast regolare della seconda stagione di 9-1-1 in onda sul network FOX nel ruolo della nuova centralinista delle chiamate di emergenza della polizia, vigili del fuoco e ambulanze Maddie Buckley.

### Musica
Nel 1989 Jennifer entrò a far parte del cast di Kids Incorporated, dove alternava alla recitazione delle parti cantate. Si trattava della sua prima serie TV (anche Fergie e Eric Roberts ne facevano parte) e vi rimase fino al 1991. Alcune canzoni da lei cantate in Kids Incorporated erano I Still Believe di Mariah Carey, Mummy dearest, The Power of Love. Nel 1991, la Meldac provvide alla registrazione del primo album di Jennifer Love Songs, quando lei aveva solo 12 anni. L'album fu lanciato solamente in Giappone nel 1992 dove la Hewitt divenne una pop star. La sua spiegazione per il successo che ottenne in Giappone fu questa: i giapponesi "amano la musica energica, la più pop, la migliore". Oltre alle varie canzoni, l'album contiene una cover della canzone degli ABBA Dancing Queen. Della canzone Please, save us the world, contro l'inquinamento e il disboscamento uscì nel 1992 il video, presentato in occasione dell'Earth Summit di Rio de Janeiro.
Nello stesso anno partecipò al video Dance! Workout with Barbie, trasmesso negli Stati Uniti per le bambine per insegnare loro passi di danza, esercizi di allenamento. Era stata scelta come una delle ballerine e cantò tutte le canzoni che servivano da sfondo musicale per i vari balli e per i vari esercizi.
Entrata a far parte del cast di Cinque in famiglia nel 1995, ottenne la parte di Sarah Reeves Merrin, una ragazza dotata di grande abilità canore tra le altre cose e nei vari episodi non è raro vederla esibirsi dinanzi al pubblico. Era questo un altro modo per accostare la sua carriera di cantante a quella di attrice. Queste abilità del personaggio saranno anche presenti ovviamente nello spin-off Cenerentola a New York, stavolta basato principalmente sulle vicende di Sarah. Nello stesso anno firmò un contratto con l'Atlantic Records, che lanciò il suo primo singolo e il suo secondo album, Let's Go Bang, in ottobre.
Unendo la sua carriera musicale con quella di attrice, registrò l'album seguente nel 1996. Il primo singolo fu No Ordinary Love che però, allo stesso modo dell'album, non fu nelle classifiche. Sempre nel 1996 ha inciso la sua versione di My Only Love, sigla di Sailor Moon. Nel 1999, registrò il singolo "How Do I Deal" per la colonna sonora del film Incubo finale. La canzone fu il primo singolo della cantante-attrice a far parte di una classifica occupando la posizione numero 59 nella Hot 100 e la numero 36 nella Top 40 Mainstream. Raggiunse anche la posizione numero 8 in Australia. Nel 2000 cantò Scooby-Doo, Where Are You?, colonna sonora di Scooby-Doo e gli invasori alieni.
Nel 2002, Jennifer firmò un contratto con la Jive Records il suo quarto album con la produttrice e cantante Meredith Brooks. Il primo singolo, BareNaked, divenne la sua più grande hit radiofonica raggiungendo la posizione numero 24 nella classifica di Bubbling Under Hot 100, numero 31 nella Adult Top 40 e posizione numero 25 nella Pop Songs. Arrivò sesta in Australia e alla numero 33 nella the Netherlands. Il successo del singolo portò l'album alla posizione numero 37 nella Billboard 200 e alla posizione numero 31 in Australia. Rimase in classifica per tre settimane. Il secondo singolo, "Can I Go Now", non fu presente nelle classifiche statunitensi, ma raggiunse la posizione numero 8 nei Paesi Bassi e la numero 12 in Australia. Sempre nel 2002, quando doppiò la voce di Madellaine in Il gobbo di Notre Dame II, ne cantò anche la colonna sonora I'm Gonna Love You, canzone presente all'interno dell'album BareNaked e in Disney's Superstars Hits.
Inoltre, recitando nel film del 2004 If Only, scrisse e cantò due canzoni per la colonna sonora: "Love Will Show You Everything" e "Take My Heart Back." Jennifer apparve anche nel musical del 2004 di A Christmas Carol, recitando la parte cantata della fidanzata di Ebenezer Scrooge Emily. Nel 2006, la Hewitt lanciò la compilation Cool with You: The Platinum Collection, che uscì in Asia. Nel 2009 ha affermato di star lavorando a un album country che sarebbe dovuto uscire nel 2010. La casa discografica, però, a oggi, non è ancora stata resa nota

## Vita privata
Nel 2005 ha iniziato a frequentare l'attore scozzese Ross McCall, conosciuto sul set di Ghost Whisperer. I due si sono fidanzati ufficialmente nel novembre 2007, durante una vacanza alle Hawaii. Il magazine People ha riportato che la Hewitt ha annullato il fidanzamento verso la fine del 2008.
La Hewitt è sposata con l'attore Brian Hallisay, che ha incontrato sul set di The Client List. La loro figlia, Autumn James, è nata nel novembre 2013. Il loro figlio, Atticus James, è nato nel giugno 2015. Il 9 settembre 2021 è nato il loro terzo figlio Aidan James.

## Filmografia

### Attrice

#### Cinema
- Il mio amico Munchie (Munchie), regia di Jim Wynorski (1992)
- La piccola milionaria (Little Miss Millions), regia di Jim Wynorski (1993)
- Sister Act 2 - Più svitata che mai (Sister Act 2: Back in the Habit), regia di Bill Duke (1993)
- Arresti familiari (House Arrest), regia di Harry Winer (1996)
- Safe Sex - Tutto in una notte (Trojan War), regia di George Huang (1997)
- So cosa hai fatto (I Know What You Did Last Summer), regia di Jim Gillespie (1997)
- Giovani, pazzi e svitati (Can't Hardly Wait), regia di Harry Elfont e Deborah Kaplan (1998)
- Telling You, regia di Robert DeFranco (1998)
- Incubo finale (I Still Know What You Did Last Summer), regia di Danny Cannon (1998)
- The Suburbans - Ricordi ad alta fedeltà (The Suburbans), regia di Donal Lardner Ward (1999)
- Heartbreakers - Vizio di famiglia (Heartbreakers), regia di David Mirkin (2001)
- Lo smoking (The Tuxedo), regia di Kevin Donovan (2002)
- If Only, regia di Gil Junger (2004)
- Garfield - Il film (Garfield), regia di Peter Hewitt (2004)
- The Truth About Love, regia di John Hay (2005)
- Garfield 2 (Garfield: A Tail of Two Kitties), regia di Tim Hill (2006)
- Patto con il diavolo (Shortcut to Happiness), regia di Alec Baldwin (2007)
- Tropic Thunder, regia di Ben Stiller (2008) – cameo
- Cafe, regia di Marc Erlbaum (2010)
- Una bugia per amore (Jewtopia), regia di Bryan Fogel (2012)
- So cosa hai fatto (I Know What You Did Last Summer), regia di Jennifer Kaytin Robinson (2025)

#### Televisione
- Kids Incorporated – serie TV, 35 episodi (1989-1991)
- Running Wilde, regia di Mark Tinker – film TV (1992)
- Shaky Ground – serie TV, 17 episodi (1992-1993)
- The Byrds of Paradise – serie TV, 12 episodi (1994)
- McKenna – serie TV, 5 episodi (1994-1995)
- Cinque in famiglia (Party of Five) – serie TV, 100 episodi (1995-1999)
- Crescere, che fatica! (Boy Meets World) – serie TV, episodio 5x17 (1998)
- Cenerentola a New York (Time of Your Life) – serie TV, 19 episodi (1999-2000)
- The Audrey Hepburn Story, regia di Steven Robman – film TV (2000)
- A Christmas Carol, regia di Arthur Allan Seidelman – film TV (2004)
- American Dreams – serie TV, episodi 2x10 (2004)
- In the Game, regia di James Widdoes – film TV (2004)
- Confessioni di una single di successo (Confessions of a Sociopathic Social Climber), regia di Dana Lustig – film TV (2005)
- Ghost Whisperer - Presenze (Ghost Whisperer) – serie TV, 107 episodi (2005-2010)
- La lista dei clienti (The Client List), regia di Eric Laneuville –  film TV (2010)
- Law & Order - Unità vittime speciali (Law & Order: Special Victims Unit) – serie TV, episodio 12x03 (2010)
- L'ultimo San Valentino (The Lost Valentine), regia di Darnell Martin – film TV (2011)
- Love Bites – serie TV, episodio 1x01 (2011)
- Hot in Cleveland – serie TV, episodi 2x17-3x09-5x05 (2011-2014)
- The Client List - Clienti speciali (The Client List) – serie TV, 25 episodi (2012-2013)
- Criminal Minds – serie TV, 23 episodi (2014-2015)
- 9-1-1 – serie TV, 99 episodi (2018-2025)
- The Holiday Junkie, regia di Jennifer Love Hewitt - film TV (2024)

### Doppiatrice
- Oh Yeah! Cartoons – serie animata, episodio 1x12 (1998)
- Zoomates, regia di Butch Hartman – cortometraggio (1998)
- Hercules – serie animata, episodio 2x11 (1999)
- Il gobbo di Notre Dame II - Il segreto della campana (The Hunchback of Notre Dame II), regia di Bradley Raymond (2002)
- Le avventure di Pollicino e Pollicina (The Adventures of Tom Thumb & Thumbelina), regia di Glenn Chaika (2002)
- Cheerleaders - La supersquadra (Groove Squad), regia di Patrick A. Ventura (2002)
- I Griffin (Family Guy) – serie TV, episodio 3x19 (2002)
- Delgo e il destino del mondo, regia di Marc F. Adler, Jason Maurer (2008)
- Yes, Virginia, regia di Pete Circuitt (2009)
- The Magic 7, regia di Roger Holzberg (2009)
- Pups Alone, regia di Alex Markin (2021)

### Produttrice
- Cenerentola a New York – serie TV, episodio 1x01 (1999-2000) - produttrice
- The Audrey Hepburn Story –  film TV (2000) - co-produttrice esecutiva
- One Night (2002) - produttrice, sceneggiatura scartata
- If Only (2004) - produttrice
- In the Game – serie TV (2005) - produttrice esecutiva, episodio pilota scartato
- Ghost Whisperer – serie TV, 106 episodi (2005-2010) - produttrice, poi produttrice esecutiva
- La lista dei clienti (The Client List) –  film TV, regia di Eric Laneuville (2010) - produttrice esecutiva
- L'ultimo San Valentino (The Lost Valentine) – film TV, regia di Darnell Martin (2011) - produttrice esecutiva
- Una bugia per amore (Jewtopia), regia di Bryan Fogel (2012)
- The Client List - Clienti speciali – serie TV (2012-2013) - produttrice esecutiva
- The Holiday Junkie, regia di Jennifer Love Hewitt (2024)

### Sceneggiatrice
- In the Game – serie TV (2004) - creatrice, episodio pilota scartato
- Confessioni di una single di successo (Confessions of a Sociopathic Social Climber) – film TV (2005) - consulente esecutivo
- The Client List - Clienti speciali (The Client List) – serie TV, episodio 1x10 (2012) - soggetto
- The Holiday Junkie, regia di Jennifer Love Hewitt (2024)

### Regista
- Ghost Whisperer - Presenze (Ghost Whisperer) – serie TV, episodi 4x13-5x01-5x15 (2009-2010)
- The Client List - Clienti speciali (The Client List) – serie TV, episodi 1x10-2x07-2x14 (2012-2013)
- The Holiday Junkie (2024)

### Videoclip
- Hero - Enrique Iglesias

## Discografia

### Album studio
- Love Songs (1992)
- Let's Go Bang (1995)
- Jennifer Love Hewitt (1996)
- BareNaked (2002)

### Raccolte
- Cool with You: The Platinum Collection (2006)

### Colonne sonore
- Arresti familiari
  - 1996: "It's Good To Know That I'm Alive"
- Safe Sex - Tutto in una notte
  - 1997: "I Believe In..."; "I Hope I Don't Fall In Love With You"
- Giovani, pazzi e svitati
  - 1998: "How Do I Make You"
- Incubo finale
  - 1998: "How Do I Deal"
- Scooby-Doo e gli invasori alieni
  - 2000: "Scooby-Doo, Where Are You?"
- Disney's Superstars Hits - Il gobbo di Notre Dame II
  - 2002: "I'm Gonna Love You"
- If Only
  - 2004: "Love Will Show You Everything", "Take My Heart Back"
- The Client List - Clienti speciali
  - 2011: "Big Spender"

## Singoli
- Jennifer Love Hewitt
  - 1996: "No Ordinary Love"
- I Still Know What You Did Last Summer, colonna sonora
  - 1999: "How Do I Deal"
- BareNaked
  - 2002: "BareNaked"
  - 2003: "Can I Go Now"
  - 2003: "Hey Everybody"

## Riconoscimenti
| Anno | Gruppo                          | Premi                                                             | Risultato | Film/Show                                                                    |
| ---- | ------------------------------- | ----------------------------------------------------------------- | --------- | ---------------------------------------------------------------------------- |
| 1990 | Young Artist Award              | Outstanding Young Ensemble Cast                                   | nominata  | Kids Incorporated                                                            |
| 1993 | Young Artist Award              | Outstanding Young Ensemble Cast in a Youth Series or Variety Show | nominata  | Kids Incorporated                                                            |
| 1994 | Young Artist Award              | Outstanding Youth Ensemble in a Cable or Off Primetime Series     | vinto     | Kids Incorporated                                                            |
| 1996 | Young Artist Award              | Best Professional Actress/Singer                                  | nominata  |                                                                              |
| 1997 | YoungStar Award                 | Best Performance by a Young Actress in a Drama TV Series          | nominata  | Cinque in famiglia                                                           |
| 1998 | Young Artist Award              | Best Performance in a Feature Film – Leading Young Actress        | nominata  | So cosa hai fatto                                                            |
| 1998 | Blockbuster Entertainment Award | Favorite Female Newcomer                                          | vinto     | So cosa hai fatto                                                            |
| 1998 | Blockbuster Entertainment Award | Favorite Actress – Horror                                         | nominata  | So cosa hai fatto                                                            |
| 1999 | MTV Movie Award                 | Best Female Performance                                           | nominata  | Giovani, pazzi e svitati                                                     |
| 1999 | Blockbuster Entertainment Award | Favorite Actress – Horror                                         | vinto     | Incubo finale                                                                |
| 1999 | Teen Choice Awards              | Film – Choice Actress                                             | vinto     | Incubo finale                                                                |
| 1999 | Teen Choice Awards              | Film – Most Disgusting Scene                                      | nominata  | Incubo finale                                                                |
| 1999 | Teen Choice Awards              | TV – Choice Actress                                               | nominata  | Cinque in famiglia                                                           |
| 1999 | Young Artist Award              | Best Performance in a Feature Film – Leading Young Actress        | nominata  | Giovani, pazzi e svitati                                                     |
| 2000 | Kids' Choice Award              | Favorite Television Actress                                       | nominata  | Cinque in famiglia                                                           |
| 2000 | People's Choice Award           | Favorite Female Performer in a New Television Series              | vinto     | Cenerentola a New York                                                       |
| 2003 | DVD Exclusive Award             | Best Original Song                                                | vinto     | "I'm Gonna Love You (Madellaine's Love Song)" from Il gobbo di Notre Dame II |
| 2003 | Kids' Choice Award              | Favorite Female Butt Kicker                                       | vinto     | Lo smoking                                                                   |
| 2003 | Teen Choice Award               | Choice Crossover Artist (Music/Acting)                            | nominata  |                                                                              |
| 2006 | Saturn Award                    | Best Actress on Television                                        | vinto     | Ghost Whisperer - Presenze                                                   |
| 2006 | Kids' Choice Award              | Favorite Television Actress                                       | nominata  | Ghost Whisperer - Presenze                                                   |
| 2006 | People's Choice Award           | Favorite Female Television Star                                   | nominata  | Ghost Whisperer - Presenze                                                   |
| 2007 | Saturn Award                    | Best Actress on Television                                        | vinto     | Ghost Whisperer - Presenze                                                   |
| 2008 | People's Choice Award           | Best Actress on Television                                        | nominata  | Ghost Whisperer - Presenze                                                   |
| 2008 | Saturn Award                    | Best Actress on Television                                        | vinto     | Ghost Whisperer - Presenze                                                   |
| 2008 | TV Land Award                   | Favorite Character from the "Other Side"                          | nominata  | Ghost Whisperer - Presenze                                                   |

## Doppiatrici italiane
Nelle versioni in italiano delle opere in cui ha recitato, Jennifer Love Hewitt è stata doppiata da:
- Stella Musy in Ghost Whisperer - Presenze, Law & Order - Unità vittime speciali, La lista dei clienti, L'ultimo San Valentino, The Client List - Clienti speciali, Criminal Minds, 9-1-1
- Valentina Mari in Cinque in famiglia, Cenerentola a New York, Garfield - Il film, Garfield 2
- Eleonora De Angelis in Incubo finale, Giovani, pazzi e svitati, The Suburbans - Ricordi ad alta fedeltà
- Laura Latini in Sister Act 2 - Più svitata che mai, Heartbreakers - Vizio di famiglia
- Letizia Scifoni in La piccola milionaria, Hot in Cleveland
- Claudia Pittelli in Arresti familiari
- Lara Parmiani in Safe Sex - Tutto in una notte
- Cristina Giachero in So cosa hai fatto (1997)
- Selvaggia Quattrini in Lo smoking
- Ilaria Latini in If Only
- Cinzia Villari in The Truth About Love
- Francesca Fiorentini in The Audrey Hepburn Story
- Emanuela D'Amico in Confessioni di una single di successo
- Emanuela Damasio in Patto con il diavolo
- Federica De Bortoli in So cosa hai fatto (2025)

Da doppiatrice è sostituita da:
- Laura Lenghi in Il gobbo di Notre Dame II
- Domitilla D'Amico in Cheerleaders - La supersquadra
- Monica Ward in Le avventure di Pollicino e Pollicina
- Elisabetta Spinelli in Delgo e il destino del mondo